# Siphocampylus orbignianus
Siphocampylus orbignianus är en klockväxtart som beskrevs av A.Dc. Siphocampylus orbignianus ingår i släktet Siphocampylus och familjen klockväxter. Inga underarter finns listade i Catalogue of Life.